# アリ・マッグロー
アリ・マッグロー（Ali MacGraw, 1939年4月1日 - ）は、アメリカ合衆国の女優。

## 略歴
父親はスコットランド系、母方の祖父はハンガリーからの移民。
ウェルズリー大学で学び、ハーパース・バザーの写真家のアシスタントやヴォーグなどで働くようになるが、次第にモデルとして活躍するようになる。
1968年に『ボディガード』で映画デビュー。『さよならコロンバス』で注目を集める。『ある愛の詩』、『ゲッタウェイ』でのヒロイン役で人気を決定的なものにした。『ゲッタウェイ』で共演したスティーブ・マックイーンと結婚したが1970年代後半に離婚した。
1980年代以降はテレビ映画やテレビシリーズに少し顔を出す程度だが、2006年には68歳で『Festen』（映画『セレブレーション』の舞台化）でブロードウェイ・デビューを果たした。

## フィルモグラフィ
- ボディガード A Lovely Way to Die (1968)
- さよならコロンバス Goodbye, Columbus (1969)　-　キネマ旬報ベストテン第10位
- ある愛の詩 Love Story (1970)
- ゲッタウェイ The Getaway (1972)
- コンボイ Convoy (1978)
- ウィンブルドン 愛の日 Players(1979)
- 或る殺意 Murder Elite (1985)
- ザ・ターゲット/暗殺へのプレリュード Natural Causes (1994)

## 参照
1. ↑  Bykofsky, Stuart D. (1983年2月4日). “ALI MACGRAW: A STAR BY CHANCE”. Philadelphia Daily News 2008年4月19日閲覧。
2. ↑  http://us.imdb.com/name/nm0532298/bio